# Wacław Kęsicki
Wacław Kęsicki (ur. 6 września 1895 w Wojciechowie powiat Wągrowiec, zm. 21 października 1939 w Lesznie), kawaler Krzyża Walecznych – powstaniec wielkopolski, starszy sierżant Wojska Polskiego, kupiec.

## Życiorys
Był synem Michała i Apolonii z d. Jóźwiak. Żonaty z Bronisławą z d. Szperlińską. Wziął czynny udział w powstaniu wielkopolskim jako ochotnik z bronią w ręku w okresie od 7 stycznia do 20 lutego 1919. 7 stycznia 1919 wstąpił ochotniczo w szeregi powstańcze kompanii wągrowieckiej i brał udział w walkach z Niemcami na odcinku powiatu wągrowieckiego jak i na odcinku Leszczyńskiego pod Osieczną i Nowąwsią, pod dowództwem por. Talarczyka. Po zakończeniu powstania wcielony został do 6 pułku strzelców wielkopolskich.
Jako żołnierz Wojska Polskiego uczestniczył w wojnie polsko-bolszewickiej. W 1921 odznaczony Krzyżem Walecznych. W latach 1921–1925 kierownik kancelarii w Powiatowej Komendzie Uzupełnień Kościan w randze starszego sierżanta, następnie od 1926–1927 pracował w kancelarii 55 pułku piechoty w Lesznie, gdzie dosłużył emerytury. Był prezesem koła 1 pułku strzelców wielkopolskich i sekretarzem Koła Powstańców i Wojaków w Lesznie. 28 marca 1938 Komitet Krzyża i Medalu Niepodległości odrzucił wniosek o nadanie mu tego odznaczenia „z powodu braku pracy niepodległościowej”.
Przed wybuchem II wojny światowej Wacław Kęsicki został wytypowany jako jeden ze „szczególnie niebezpiecznych dla Rzeszy” (niem. Sonderfahndungsbuch Polen) przez V kolumnę miejscowych Niemców. Według odpisu niemieckiego wykazu wydanych kar śmierci Wacław Kęsicki w rubryce zawierającej informacje obciążające wpisane ma: Sekretarz Związku Powstańców.
Internowany z grupą zakładników, a następnie rozstrzelany podczas publicznej egzekucji przeprowadzonej w ramach Operacji Tannenberg pod murem więzienia w Lesznie.
Pochowany w nieoznakowanej zbiorowej mogile, poza murem cmentarnym na alei do Borowej Karczmy. W każdą rocznicę egzekucji, pod tablicą (odsłoniętą 21.X.1945) upamiętniającą to wydarzenie odbywa się uroczysty Apel Poległych. 21.X.1986 roku odsłonięto też tablicę z nazwiskami ofiar mordu na zbiorowej mogile.
26 stycznia 1959 został pośmiertnie odznaczony Wielkopolskim Krzyżem Powstańczym.